# Microptila pasak
Microptila pasak är en nattsländeart som beskrevs av Wells 1993. Microptila pasak ingår i släktet Microptila och familjen smånattsländor. Inga underarter finns listade i Catalogue of Life.